# Dobrava (gmina Izola)
Dobrava – wieś w Słowenii, w gminie Izola. W 2018 roku liczyła 250 mieszkańców.